# Zeitschrift für slavische Philologie
Die Zeitschrift für Slavische Philologie ist die älteste noch bestehende deutschsprachige slawistische Zeitschrift. 
Die Zeitschrift wurde 1924 von Max Vasmer gegründet, der sie bis zu seinem Tod herausgab, ab 1947 zusammen mit seiner Schülerin Margarete Woltner. Diese übergab die Redaktion 1968 an Peter Brang und Herbert Bräuer. Nach Bräuers Tod folgte ihm 1990 Helmut Keipert nach. Das Herausgebergremium wurde dann 1994 durch Walter Koschmal und Tilman Berger ergänzt. 2009 bzw. 2012 schieden Brang und Keipert aus dem Gremium aus, an ihre Stelle traten Dirk Uffelmann und Imke Mendoza. Seit 2014 ist Birgit Beumers eine weitere Herausgeberin. 2019 kam Jens Herlth zur Redaktion hinzu, Walter Koschmal verließ sie 2020.
Die Zeitschrift erscheint im Universitätsverlag Winter mit zwei Heften pro Jahr und enthält literaturwissenschaftliche und linguistische Beiträge. Die Beiträge werden in der Regel auf Deutsch, teilweise aber auch auf Englisch oder Russisch veröffentlicht.